# Rivière Des Méloizes
Rivière Des Méloizes är ett vattendrag i Kanada.   Det ligger i provinsen Québec, i den sydöstra delen av landet, 500 km nordväst om huvudstaden Ottawa. Rivière Des Méloizes ligger vid sjön Lac Mance.
Omgivningarna runt Rivière Des Méloizes är en mosaik av jordbruksmark och naturlig växtlighet. Runt Rivière Des Méloizes är det glesbefolkat, med 8 invånare per kvadratkilometer.